# Aloe ankoberensis
Aloe ankoberensis é uma espécie de liliopsida do gênero Aloe, pertencente à família Asphodelaceae.